# Karsk (województwo kujawsko-pomorskie)
Karsk – wieś w Polsce, położona w województwie kujawsko-pomorskim, w powiecie inowrocławskim, w gminie Kruszwica.

## Podział administracyjny
W latach 1954–1961 wieś należała i była siedzibą władz gromady Karsk, po jej zniesieniu w gromadzie Chełmce. W latach 1975–1998 miejscowość administracyjnie należała do województwa bydgoskiego.

## Demografia
Według Narodowego Spisu Powszechnego (III 2011 r.) wieś liczyła 253 mieszkańców. Jest trzynastą co do wielkości miejscowością gminy Kruszwica.

## Historia
W czasach zaborów miejscowość ta pełniła ważną rolę strategiczną. Podczas powstania listopadowego przerzucano stąd broń do zaboru rosyjskiego.

## Krótki opis
Obecnie (III 2011 r.) wieś liczy 253 mieszkańców, słynie z przepięknych widoków, a także z wysokiej kultury rolnej.